# Пономарёв, Николай Георгиевич
Никола́й Гео́ргиевич Пономарёв (1900—1942) — советский оптик, конструктор астрономических инструментов.

## Биография
Родился 8 (21) марта 1900 года в Уфе (ныне Башкортостан). После окончания мужской классической гимназии поступил в Уфимский институт народного образования. Будучи студентом, он работал в экспериментальных мастерских Уфимского физического института, директор которого профессор К. П. Краузе (1877—1964) сделал всё для того, чтобы подающий надежды молодой талантливый исследователь оказался в Петрограде.
С 1920 года работал в Государственном оптическом и Астрономическом институте в Ленинграде. Одновременно он окончил Ленинградский университет по специальности «Астрономия» и в 1934 году стал первым руководителем конструкторского бюро по астроприборостроению Государственного оптико-механического завода (ГОМЗ). Одновременно, с 1934 года, он научный сотрудник Пулковской обсерватории.
Ещё будучи студентом университета, Н. Г. Пономарёв сконструировал для астрономической обсерватории Одесского университета телескоп-рефлектор диаметром 30 см, с помощью которого уже в 1925 году проводились наблюдения великого противостояния Марса. Двумя годами позднее совместно с А. Н. Терениным в немецком журнале «Zeitschrift fiir Phisik» он опубликовал одну из первых своих печатных работ «Оптическое возбуждение в парах цинка».
Разрабатывая идею профессора И. В. Гребенщикова по формовке полых стеклянных шаров при высоком давлении Н. Г. Пономарёв придумал оригинальный способ изготовления облегчённых «сотовых» зеркал для телескопов, методом спекания отдельных прессованных и обработанных элементов, ставший впоследствии основным элементом любого современного телескопа с зеркальным объективом.
Под руководством Н. Г. Пономарёва в 1932 году был изготовлен первый советский телескоп-рефлектор с диаметром зеркала 33 см, установленный в Абастуманской обсерватории.
В 1935 году на ГОМЗ был начат регулярный выпуск рефракторов небольшого диаметра и сконструированных им (совместно с Н. П. Барабашовым) спектрогелиоскопа. Им были разработаны коронографы и целостаты использовавшиеся в наблюдении полного солнечного затмения 19 июня 1936 года.
В ходе осуществления проекта создания Большого горизонтального солнечного телескопа Пономарёв решил целый ряд очень сложных проблем по сведению к минимуму деформации зеркала от его собственного веса с помощью предложенной им новой системы так называемой боковой (радиальной) разгрузки. В начале 1941 года телескоп был установлен в Пулковской обсерватории к её 100-летнему юбилею
В начале июня 1941 года Пономарев закончил юстировку телескопа и приступил к получению первых снимков Солнца. После начала войны эвакуировать из Пулковской обсерватории удалось только инструменты малых и средних размеров, были спасены некоторые оптические части больших инструментов; уникальный солнечный телескоп был уничтожен. Пономарёв остался в Ленинграде в зиму блокады 1941—1942 годов, весной 1942 года был эвакуирован и по пути следования эшелона в Коврове был снят с поезда, помещён в больницу, где и скончался. Был похоронен там же, в Коврове.

## Научное наследие
Спустя много лет были обнаружены записки Пономарёва «К вопросу о применении азимутальной установки для больших телескопов-рефлекторов. Н. Г. Пономарев. Акад. Наук. Главн. Астроном. Обсерв. Пулково. 17-1-42 г.». Его идея о возможности использования при постройке больших телескопов альт-азимутальной их монтировки была положена в основу создания конструкции Большого азимутального телескопа учеником Пономарева и Максутова Б. К. Иоаннисиани, который сказал о своём учителе:

Советское астроприборостроение начиналось с него, его идеи были нашими идеями, идеями его учеников. Ведь если книги ещё горят, а записи теряются, то идеи не горят и не теряются, они — воспламеняют. Они — как свет от вспышки сверхновой звезды: как бы ни была она от нас далеко, но все равно мы её увидим.

## Награды и премии
- Сталинская премия 3-й степени (14 марта 1941) — за создание астрономических и оптических приборов

## Память
Именем Пономарёва названа малая планета (2792 Ponomarev), открытая Н. С. Черных 13 марта 1977 года в Крымской астрофизической обсерватории.